# Qingyuntempel van Zhaoqing
Qingyuntempel van Zhaoqing of Wanshouqingyuntempel is een boeddhistische tempel in Zhaoqing, Guangdong, Volksrepubliek China. 
De tempel werd in 1633 gebouwd, tijdens de Ming-dynastie. De tempel was oorspronkelijk een nonnenklooster met de naam Lianhuanonnenklooster (莲花庵). De hoofdhal van de tempel heeft vijf etages. Aan het einde van de Qing-dynastie gaf keizerin-regentes Cixi de naam Wanshouqingyuntempel aan de tempel. Zij liet ook de Longzangsoetrahal en de Muur van Shakyamuni Boeddha's verhalen maken. Sun Zhongshan heeft de tempel vroeger bezocht en schreef de woorden: “众生平等，一切有情”; wat betekent: "Alle wezens zijn gelijkwaardig en hebben gevoel".